# Edmond Audran
Edmond Audran va ser un compositor francès, nascut l'11 d'abril 1842 a Lió i mort el 17 agost 1901 a Tierceville (Calvados).
La mascotte (1880) va ser el seu èxit més important entre les seves altres moltes obres.
El seu pare Marius Audran (1816-1887) era tenor a l'Opéra-Comique. Edmond va estudiar música amb Jules Duprato a l'escola Niedermeyer. Va guanyar el premi de composició l'any 1859. El 1861, la seva família es va traslladar a Marsella, on el seu pare es va convertir en professor de cant i més tard, en director del conservatori. Audran va acceptar ser l'organista de l'església de Sant Joseph fins a l'any 1877. En aquesta església, va escriure música religiosa. Va compondre una missa de funeral del compositor Giacomo Meyerbeer, que ha obtenir un cert èxit, diverses altres obres sagrades com un oratori, La Sulamita (Marsella, 1876), així com cançons en dialecte provençal i moltes peces curtes.
No obstant això, però, Audran és conegut gairebé exclusivament com a compositor d'òperes còmiques i d'operetes.
La seva primera incursió en el gènere de "música lleugera" és el 1862 amb L'Ours et le Pacha, feta per a un vodevil d'Eugène Scribe. Després vindrà La Chercheuse d'Esprit (1864), a partir de l'òpera còmica de Charles-Simon Favart i música de Jean-Claude Trial, també produïda a Marsella.
Audran coneix el seu primer èxit parisenc amb Les Noces d'Olivette, el 1879. Les obres d'Audran van ser tan populars a França com a la resta d'Europa: Anglaterra, Espanya... Audran va ser un dels principals successors de Jacques Offenbach en el gènere de l'òpera còmica i opereta.

## Òperes còmiques i operetes
- La Chercheuse d'esprit (1864)
- Le Grand Mogol (1877)
- Les Noces d'Olivette (1879)
- La Mascotte (1880)
- Gillette de Narbonne (1882)
- Les Pommes d'or (1883)
- La Dormeuse éveillée (1883)
- Serment d'amour (1886)
- La Cigale et la fourmi (1886)
- La Fiancée des verts poteaux (1887)
- Le Puits qui parle (1888)
- La Petite Fronde (1888)
- La Fille à Cacolet (1889)
- L'Œuf rouge (1890)
- Miss Helyett (1890)
- L'Oncle Célestin (1891)
- Article de Paris (1892)
- La Sainte Freya (1892)
- Madame Suzette (1893)
- Mon Prince (1893)
- L'Enlèvement de la Toledad (1894)
- La Duchesse de Ferrare (1895)
- La Poupée (1896)
- Monsieur Lohengrin (1896)
- Les Petites Femmes (1897)
- Les Sœurs Gaudichard (1898)